# Scott Brennan
Scott Brennan, född den 9 januari 1983 i Hobart i Australien, är en australisk roddare.
Han tog OS-guld i dubbelsculler i samband med de olympiska roddtävlingarna 2008 i Peking.